# اونیتیتسه (ناحیه پلزن-جنوبی)
اونیتیتسه (به چکی: Únětice) یک منطقهٔ مسکونی در جمهوری چک است که در Plzeň-South District واقع شده‌است. اونیتیتسه ۵٫۹۹ کیلومتر مربع مساحت و ۱۴۲ نفر جمعیت دارد و ۴۹۳ متر بالاتر از سطح دریا واقع شده‌است.